# المراكبي (فلم)
المراكبي هو فيلم دراما وكوميديا مصري من إنتاج سنة 1995. الفيلم من إخراج كريم ضياء الدين وكتب السيناريو أحمد عوض.

## القصة
تدور أحداث الفيلم حول أحمد المراكبي الذي يريد أن يلتحق ابنه بالمدرسة، لكن أحمد المراكبي وأفراد أسرته ليس لديهم أوراق إثبات شخصية. ولإلحاق ابنه بالمدرسة لابد من وجود شهادة ميلاد له، فيسعى أحمد لاستخراج بطاقه له ليتمكن من استخراج شهادة ميلاد لابنه الطيب. وتدور أحداث استخراج بطاقة بسهوله حتي يصطدم بقرار المحكمة العسكربية بتغريمه مبلغ 5000 جنيه بتهمة التهرب من الجيش.

## طاقم التمثيل
- صلاح السعدني
- معالي زايد
- ياسمين الجيلاني
- أحمد السقا
- حسين الشربيني
- ممدوح وافي
- أحمد عقل
- حسني عبد الجليل
- لطفي لبيب
- فؤاد خليل
- سعيد طرابيك

## وصلات خارجية
- مقالات تستعمل روابط فنية بلا صلة مع ويكي بيانات